# フキアレナサイ
「フキアレナサイ」は、日本の音楽ユニット・B'zの楽曲。2016年11月23日にVERMILLION RECORDSより配信限定シングルとしてリリースされた。

## 概要
前作『世界はあなたの色になる』に続いて、配信でリリースされたシングル。東映系映画『疾風ロンド』の主題歌に起用され、映画の公開に合わせて配信が開始された。

## 収録曲
1. フキアレナサイ (4:01)
  - 映画『疾風ロンド』の為に書き下ろされた楽曲[3]。実写映画のタイアップソングは2009年9月12日公開の映画『TAJOMARU』に起用された「PRAY」以来となる。元々は『疾風ロンド』の監督である吉田照幸がB'zのファンで、「ロックでギターリフがカッコいい曲を書く、日本で一番心に残るメロディを歌う人」というイメージでオファーしたところB'z側がこれを快諾し実現した[3]。
  - 楽曲について「派手で時折滑稽な場面もある活劇のなかに、登場人物が自分の進むべき道を信じ葛藤する気持ち」が印象に残ったと挙げ、その心理状態と激しく舞う雪を重ね合わせて「フキアレナサイ」を創ったとコメントしている[3]。
  - 2017年6月14日発売の53rdシングル『声明/Still Alive』にて初めてCD化されたが、20thアルバム『DINOSAUR』には未収録となり現在もアルバム未収録のままとなっている。
  - 翌年の『B'z SHOWCASE 2017-B'z In Your Town-』では演奏されなかったが、『-セブン-イレブンpresents- B'z PREMIUM LIVE』及び『B'z LIVE-GYM 2017-2018 “LIVE DINOSAUR”』でライブ初演奏となり、2年後に行われた無観客配信ライブ『B'z SHOWCASE 2020 -5 ERAS 8820-』のDay5でも演奏された[7][8]。

## タイアップ
- 東映系映画『疾風ロンド』主題歌

## 参加ミュージシャン
- 松本孝弘：ギター・作曲・編曲
- 稲葉浩志：ボーカル・作詞・編曲
- 寺地秀行：編曲・ボーカルディレクション
- ホアン・アルデレッテ：ベース
- ジェイソン・サター：ドラム

## ライブ映像作品
フキアレナサイ
- B'z LIVE-GYM 2017-2018 “LIVE DINOSAUR”
- B'z SHOWCASE 2020 -5 ERAS 8820- Day1〜5